# 자칭린
자칭린(가경림, 중국어 간체자: 贾庆林, 정체자: 賈慶林, 병음: Jiǎ Qìnglín, 1940년 3월 ~ )은 중화인민공화국의 정치가이다. 현재 전국정치협상회의 주석을 역임중이고, 1940년 3월 허베이성 창저우 시에서 태어났다. 허베이공 학원을 졸업, 재학 중이던 1959년 12월에 중국 공산당에 입당하였다. 푸젠성의 주요 관직을 역임하다가 2003년 3월, 중국인민정치협상회의 주석으로 취임하였다.

## 약력
- 1959년 12월 공산당 가입
- 1978년 중국기계설비진출구총공사 총경리
- 1983년 타이위안중기 당서기
- 1985년 푸젠성 부서기
- 1991년 푸젠성 부서기겸 성장
- 1993년 푸젠성 서기 겸 성장
- 1996년 베이징시 부서기겸 시장
- 1997년 중앙정치국원겸 베이징시 서기겸시장
- 2002년 중앙정치국 상무위원
- 2003년 중앙정치국상무위원겸 전국정협주석

## 같이 보기
- 상하이방